# Tamara Novikova
Tamara Novikova (Russisch: Тамара Новикова) (Irkoetsk, 6 juni 1932) is een voormalig wielrenster uit de Sovjet-Unie.
Ze was de eerste houdster van het werelduurrecord. Op 7 juli 1955 legde ze 38,473 km af.
Ze haalde in 1958 zilver bij het eerste wereldkampioenschap op de weg voor vrouwen achter Elsy Jacobs (Luxemburg).